# Radio Studio 54 Network
Radio Studio 54 Network - ili samo Studio 54 Network - talijanska je privatna radijska postaja sa sjedištem u Lokriju. Frekvencijski moduliranim signalom pokriva prvenstveno područje Kalabrije, ali i susjedne joj južnotalijanske regije Basilicatu, Apuliju i Siciliju. Program emitira 24 sata dnevno.

## Povijest
Pietro Parretta, Francesco Massara, Enzo Gatto, Memmo Minniti i Pietro Musmeci su 6. lipnja 1985. u Lokriju ostvarili svoj mladenački san utemeljivši Radio DJ Club Studio 54. Osnovana pod motom »Il bello della musica è che quando ti colpisce non senti dolore«, ↓1 bila je to tada tek mala, lokalna, zabavnoglazbena radijska postaja. Temeljem novih propisa talijanskoga Zakona o javnom i privatnom emitiranju, 1990. se – poput mnogih drugih talijanskih privatnih radijskih postaja – organizacijski preustrojila te programski i sadržajno profilirala, pa je tako i danas prepoznatljiva po emitiranju najaktualnijih vijesti i najbolje glazbe iz talijanske i svjetske popularne glazbene produkcije.
Radio DJ Club Studio 54 je 1994. u potpunosti kompjuterizirao pripremu i emitiranje svojega programa, počevši tako – među prvima u Kalabriji, ali i Italiji – rabiti prednosti digitalne tehnologije u prijenosu radijskoga signala. Dostupnost signala je 1995. proširena i na susjedne regije, a dvije godine kasnije započeto je i emitiranje programa putem Interneta. U skladu s tim je 1998. promijenjeno i ime postaje, koja od tada djeluje kao Studio 54 Network. Pored vlastitih projekata, Studio 54 Network uživo prenosi i mnoge značajne lokalne, regionalne i nacionalne koncerte te događanja vezana uz popularne glazbene festivale, primjerice poznati Festival talijanske kancone u Sanremu. ↓2

### Stargate
Godine 2000. ova je radijska postaja osuvremenila svoj program oživotvorenjem vlastitoga mobilnoga studija Stargate. Sustav je to kompletne tehničke radijske i televizijske opreme primjerene za produkciju, postprodukciju te audio i video emitiranje programa uživo (putem Interneta) s bilo kojega mjesta pod vedrim nebom ili iz kakve koncertne dvorane.

### Studio 54 LiveTour
Oživotvorenjem studija Stargate pokrenut je i projekt Studio 54 LiveTour – cjelodnevni putujući radijski i TV spektakl koji uključuje brojne zanimljive goste, glazbu, igre, zabavu i ples, a sve uz prijenos uživo. 

### Le Studio 54 Angels
Studio 54 Network ima i svoje »anđele« – Le Studio 54 Angels, grupu djevojaka koje kao domaćice brinu o propagiranju, koordinaciji i odvijanju studijskih projekata i događanja na terenu. Od 2010. djeluju i kao tim za animaciju koji, prema potrebi, nastupa i u projektima koji nisu isključivo vezani uz programe ili događanja pod pokroviteljstvom Studia 54 Network.     

## Radijski program
- 54 News, aktualne vijesti, svakog punog sata od 7:00 do 21:00 sati
- Soundtracks - il cinema alla radio, u 8:40, 15:10 i 23 sata
- Promodisco, u 12:40, 17:40 i 19:40 sati
- History Time s Lucianom Procopiom, u 13:30, 23:30 i 5:10 sati
- Area 54 - All days, u 14:30 i 21:30 sati
- Pezzi da 90,  u 22:00 sati
- Rock Italia, u 8:40, 9:45, 21:20 i 23:45 sati
- Italia in Prima Pagina, informacije i rasprave, od 6:00 do 10:00 sati
- Rock Collection, u 14:00 i 21:00 sati
- 54 Disco Hit, u 7:30, 13:00, 18:00 i 22:00 sata
- Rock a Mezzanotte, poslije ponoći
- Action Parade, u 9:45 i 22:20 sati
- The Ultimate Ipod Collection, u 10:20 i 2:20 sati
- Edizione Limitata, u 20:40 i 3:40 sati
- Concerto Impossibile, u 3:20 i 20:40 sati
- Emozioni, od 23:30 sati
- Dejà vu, u 12:30 sati
- Celebrity, u 10:10 i 21:30 sati
- Storie, u 14:00 i 18:40 sati

## Zaposlenici
- Glavni urednik: Francesco Massara
- Tonmajstori: Giuseppe Romeo, Mimmo De Marco, Piero Fiumanò, Vincenzo Macrì
- Voditelji programa: Rossella Laface, Alex Albano, Enzo DiChiera, Marika Torcivia, Demetrio Malgeri, Franco Siciliano, Paolo Sia, Mara Rechichi
- Fonoteka: Daniela Panetta
- Glazbena produkcija: Francesco D'Augello, Daniela Panetta

## Bivši djelatnici i suradnici
Valentina Ammirato, Massimo Apa, Rosy Carelli, Barbara Costa, Francesco Cunsolo, Veronica De Biase, Giuseppe Evalto, Eleonora Femia, Luca Filippone, Pasquale Fragomeni, Giuseppe Galluzzo, Rosana i Regina Garofalo, Luciano Procopio, Enzo Gatto, Valentina Geracitano, Luigi Grandinetti, Antony Greco, Paolo Guerrieri, Gianluca Laganà, Ugo La Macchia, Peppe Lentini, Emily i Debora LoGiacco, Antonio Lombardo, Eddy i Ottavia Lombardo, Pino Martelli, Tommaso Massara, Chiara Mearelli, Memmo Minniti, Sergio Minniti, Stefania Morabito, Francesco Parasporo, Clementina Parretta, Sandro Pascuzzo, Rossana Pedullà, Espedita Rechichi, Francesca Ritorto, Antonella Romeo, Roberta Rupo, Debora Sainato, Ugo Lully Tommaselli, Pino Trecozzi, Enrico Ventrice.